# Кенигсброн
Кенигсброн (њем. Königsbronn) општина је у њемачкој савезној држави Баден-Виртемберг. Једно је од 11 општинских средишта округа Хајденхајм. Према процјени из 2010. у општини је живјело 7.298 становника. Посједује регионалну шифру (AGS) 8135025.

## Географски и демографски подаци
Кенигсброн се налази у савезној држави Баден-Виртемберг у округу Хајденхајм. Општина се налази на надморској висини од 498 метара. Површина општине износи 45,5 km². У самом мјесту је, према процјени из 2010. године, живјело 7.298 становника. Просјечна густина становништва износи 161 становника/km².